# Laurean Rugambwa
Laurean Rugambwa (né le 12 juillet 1912 à Bukongo en Afrique orientale allemande (aujourd'hui en Tanzanie), et mort le 8 décembre 1997 à Dar-es-Salam) est un cardinal tanzanien de l'Église catholique du XXe siècle, créé par le pape Jean XXIII. Il est le premier cardinal de  Tanganyika (maintenant Tanzanie) et le premier cardinal né en Afrique.

## Biographie
Rugambwa naît le 12 juillet 1912 à Bukongo, dans le diocèse de Bukoba, en Afrique orientale allemande (dans l'actuelle Tanzanie). Ses parents sont encore païens au moment de sa naissance : son père est issu d'une famille du clan des chefs de tribu. Son surnom, Rugambwa, signifie « future célébrité ». Il a sept ans lorsque son père se convertit au christianisme ; sa mère se convertit peu après. Lui-même est baptisé à huit ans le 19 mars 1921 sous le nom « Laurean ». 
Laurean Rugambwa va à l'école de la mission de Rutabo, des Pères blancs. Il apprend à lire et écrire son dialecte natal, en même temps que l'anglais, le latin, l'italien et le swahili. Il entre ensuite au grand séminaire national de Katigondo (en), en Ouganda, et poursuit ses études à Rome où il obtient un doctorat en droit canon. 
Il est ordonné prêtre à 31 ans le 12 décembre 1943.
En 1946 il est nommé à la charge de vicaire apostolique de la Basse Rugera avec le titre d'évêque titulaire de Febiana (de). Il est ordonné évêque le 10 février 1952. 
Il est nommé à la tête du diocèse de Rutabo en mars 1953. Il est le fondateur des hôpitaux de Rubya et Mugana, du grand séminaire de Ntungamo, et d'un ordre religieux pour femmes, les « Petites sœurs de Saint-François d'Assise »[réf. souhaitée].
Le pape Jean XXIII le crée cardinal lors du consistoire du 28 mars 1960. Il est transféré à la tête du diocèse de Bukoba le 21 juin de la même année. Il est ensuite nommé archevêque de Dar-es-Salaam en décembre 1968. Il assiste au Concile Vatican II (1962-1965) et participe au conclave de 1963 (élections de Paul VI) et aux conclaves de 1978 (élection de Jean-Paul Ier et de Jean-Paul II).
Il est enterré à Kashozi, puis son corps est exhumé pour le centenaire de sa naissance et placé dans la cathédrale Mater Misericordiæ de Bukoba.

## Succession apostolique
Laurean Rugambwa a ordonné les évêques suivants :
- Archevêque Marko Mihayo (de) (1960)
- Cardinal Guido Del Mestri (1961)
- Archevêque Felice Pirozzi (en) (1961)
- Archevêque James Odongo (de) (1965)
- Évêque James Dominic Sangu (de) (1966)
- Cardinal Emmanuel Kiwanuka Nsubuga (1966)
- Évêque Adriani Mkoba (de) (1967)
- Évêque Joseph Sipendi (de) (1968)
- Évêque Cesare Asili (de) (1968)
- Évêque Maurus Gervase Komba (de) (1970)
- Évêque Nikasius Kipengele (de) (1970)
- Évêque Raymond Mwanyika (de) (1971)
- Évêque Philip Sulumeti (de) (1972)
- Évêque Matthias Joseph Isuja (de) (1972)
- Évêque Patrick Iteka (de) (1973)
- Évêque Nestorius Timanywa (de) (1974)
- Archevêque Vincent Nsengiyumva (1974)
- Évêque Castor Sekwa (de) (1975)
- Archevêque Anthony Petro Mayalla (de) (1979)
- Archevêque Josaphat Louis Lebulu (de) (1979)
- Évêque Bernard Martin Ngaviliau (de), C.S.Sp. (1980)
- Évêque Matthew Shija (de) (1980)
- Évêque Telesphore Mkude (de) (1988)
- Évêque Gabriel Mmole (de) (1988)
- Évêque Fortunatus M. Lukanima (de) (1989)
- Évêque Magnus Mwalunyungu (1992)